# Spencer Sautu
Spencer Sautu est un footballeur zambien né le 5 octobre 1994 . Il évolue au poste de milieu offensif avec le club de Green Eagles et l'équipe de Zambie.

## Biographie
Avec la sélection zambienne, il participe à la Coupe d'Afrique des nations junior 2015, puis à la Coupe d'Afrique des nations des moins de 23 ans 2015. Ces deux compétitions sont organisées au Sénégal. Il dispute également la Coupe d'Afrique des nations 2015 qui se déroule en Guinée équatoriale.

## Carrière
- 2014-201. : Green Eagles ( Zambie)